# Jean Simonin
Pour les articles homonymes, voir Simonin.
Jean Simonin, né le 26 mai 1916 à Nancy et mort le 6 novembre 1993 à Verrières-le-Buisson, est un homme politique français dont la carrière s’est construite à partir de ses mandats d’élu local à Verrières-le-Buisson dans le département français de l’Essonne. Membre du Rassemblement pour la République, il est maire de Verrières-le-Buisson, conseiller général du canton de Bièvres, président du conseil général de l'Essonne et sénateur de l’Essonne.

## Biographie
Jean Simonin est né le 26 mai 1916 à Nancy et décédé le 6 novembre 1993 à Verrières-le-Buisson. Ancien militaire, Jean Simonin est ensuite ingénieur.

### Carrière politique
En 1959 il est élu conseiller municipal de la commune de Verrières-le-Buisson, située alors en Seine-et-Oise, puis au nord du département de l'Essonne. Comme tous ses colistiers il est élu sous une étiquette apolitique de défense des intérêts locaux. Lors des élections municipales suivantes, en mars 1965, le maire sortant de cette petite ville en proie à l'urbanisation est mis en minorité par les électeurs, alors que l'ensemble de ses colistiers voient leur mandat renouvelé. Jean Simonin est alors élu maire. Réélu dès le premier tour du scrutin avec l'ensemble de sa liste, lors de la consultation municipale de 1971, Jean Simonin subit en 1977 le même sort que son prédécesseur. Dans le cadre d'un ballotage général après le premier tour, il est le seul candidat de sa liste à être battu au second tour de scrutin. Mais il est depuis plusieurs années conseiller général.
Lors de la mise en place des conseils généraux des nouveaux départements de la Région parisienne, à l'automne 1967, Jean Simonin est élu conseiller général du canton de Bièvres, battant au second tour de scrutin son concurrent communiste Jean-Paul Comiti avec 3 615 voix pour l'un contre 2 584 voix pour l'autre. Au conseil général de l'Essonne, Jean Simonin s'inscrit dans la majorité départementale qui unit les gaullistes de l'UDR dont il fait partie, et les centristes. Il est réélu dès le premier tour lors du renouvellement de 1970, puis plus laborieusement en mars 1976 : un écart de dix suffrages le sépare de son concurrent socialiste. La majorité départementale change lors de ces élections et un élu communiste Robert Lakota préside durant six années aux destinées du département. 
Mais le balancier politique ramène en 1982 une majorité de droite. Jean Simonin, réélu aisément (56,2 % des suffrages au second tour) dans le canton de Bièvres, est alors élu président du conseil général de l'Essonne. Il le reste jusqu'en 1988, date à laquelle il renonce à solliciter le renouvellement de son mandat d'élu cantonal, laissant son successeur à la mairie de Verrières, Bernard Mantienne, quérir le siège d'élu du canton de Bièvres.
Fort de sa position à la présidence du conseil général de l'Essonne, Jean Simonin est élu sénateur de l'Essonne lors des élections du 28 septembre 1986. La liste qu'il conduit obtient, dans le cadre de multiples dissidences politiques à droite, l'un des cinq sièges à pourvoir. Pour 2 014 « grands électeurs » inscrits, et 1 978 suffrages exprimés Jean Simonin recueillit 261 voix, tandis que les socialistes (522 voix) obtenaient deux élus (Jean-Luc Mélenchon et Paul Loridant), qu'une coalition centristes-RPR (509 voix) conduite par Jean Colin et que la liste communiste (319 voix) menée par Robert Vizet obtenaient chacune un siège. 
Jean Simonin meurt au cours de son mandat, en 1993. Une allée de Verrières-le-Buisson porte son nom.
En 1992, il fait partie de la commission du Rassemblement pour la République pour le « Non » au traité sur l'Union européenne.